# Linluo
Linluo (chinesisch 麟洛鄉, Pinyin Línluò Xiāng, Hokkien Lāi-po͘-hiong) ist eine Landgemeinde im Landkreis Pingtung auf Taiwan (Republik China).

## Lage
Linluo liegt im zentral in der Pingtung-Ebene, einer großen Schwemmebene, die sich westlich des Taiwanischen Zentralgebirges erstreckt. Das Gemeindegebiet hat eine ungefähr keilförmige Form, wobei die Spitze des Keils in Richtung Südwesten zeigt. Die größte Längsausdehnung beträgt etwas über 7 Kilometer. Flächenmäßig ist Linluo die drittkleinste Gemeinde im Landkreis Pingtung (nach Liuqiu und Linbian). Die benachbarten Gemeinden sind Pingtung im Westen, Changzhi im Norden, Neipu im Osten und Zhutian im Süden.

## Geschichte
Der Ortsname stammt aus der Qing-Zeit und leitet sich wohl von dem mythologischen glückverheißenden „chinesischen Einhorn“ Qilin (麒麟,  Qílín) ab. Aus dem ursprünglichen Dorf Linle (麟樂庄,  Línlè zhuāng, frei ‚Dorf des fröhlichen Einhorns‘) wurde zur japanischen Zeit 1920 das Dorf Linluo (麟洛庄,  Línluò zhuāng), das zunächst administrativ zur heutigen Gemeinde Changzhi gehörte. Nach der Übertragung der Insel Taiwan an die Republik China wurde die Verwaltung reorganisiert und die Stadt Pingtung wurde um das Gebiet der heutigen Gemeinden Changzhi und Linluo vergrößert und zu einer kreisfreien Stadt. Im Jahr 1950 erfolgte eine erneute Reorganisation. Von der Stadt Pingtung wurden Changzhi und Linluo abgetrennt, und die Stadt verlor wieder ihre Kreisfreiheit. Dafür wurde sie Hauptstadt des gleichnamigen, neu eingerichteten Landkreises. Linluo wurde 1955 von Changzhi abgetrennt und als eigene Gemeinde eingerichtet.

## Bevölkerung
Nach der offiziellen Statistik gehörten Ende 2018 65 Personen (etwa 0,6 %) den indigenen Völkern an.

## Verwaltungsgliederung

Gliederung von Linluo

Linluo ist in 7 Dörfer (村,  Cūn) gegliedert:
1 Xintian (新田村)

2 Linding (麟頂村)

3 Linti (麟蹄村)

4 Linzhi (麟趾村)

5 Tianzhong (田中村)

6 Tianxin (田心村)

7 Tiandao (田道村)

## Verkehr
An der östlichen Grenze und zum Teil auf dem Gemeindegebiet von Linluo verläuft die Nationalstraße 3 (Autobahn). Von Nordwesten nach Südosten zieht die Provinzstraße 1 durch Linluo. Außerdem gibt es mehrere Kreisstraßen. Linluo hat einen direkten Eisenbahnanschluss an die Pingtung-Linie mit dem Haltebahnhof Linluo (麟洛車站,  Línluò Chēzhàn).

## Landwirtschaft
Das bekannteste Produkt der Landwirtschaft von Linluo ist der Javaapfel. Von den etwa 1008 ha landwirtschaftlicher Nutzfläche werden 300 ha für die Kultur von Javaäpfeln genutzt.

## Bildungseinrichtungen
In Linluo befindet sich die Technische Hochschule Yun Ta (永達技術學院,  Yǒngdá Jìshù Xuéyuàn).

## Tourismus, Sehenswürdigkeiten
Linluo weist einige kleine Tempel verschiedener Gottheiten auf, darunter den 1934 erbauten Zheng-Chenggong-Tempel (鄭成功廟,  Zhèngchénggōng miào), den 1955 erbauten Chaofeng-Tempel (田心朝鳳宮,  Cháofèng gōng) im Dorf Tianxin mit der Hauptgöttin Mazu, den 1945 erbauten Yongyuan-Tempel (湧源堂,  Yǒngyuán táng) im Dorf Xintian, wo der Guanyin-Bodhisattva verehrt wird, den Cihai-Tempel (慈海宮,  Cíhǎi gōng) aus dem Jahr 1965 mit Umbauten 1990, den Fusheng-Tempel (福聖宮,  Fúshèng gōng) im Dorf Linzhi und den im Jahr 1948 errichteten Guosheng-Tempel (國聖宮,  Guóshèng gōng) im Dorf Tiandao.
In Linluo im Dorf Xintian befand sich während des Zweiten Weltkrieges von 1942 bis 1945 eines der größten japanischen Kriegsgefangenenlager in Südostasien. Von Sammellager Linluo aus wurden die Gefangenen weiter in verschiedene Arbeitslager in ganz Taiwan verlegt. An das Lager erinnert eine kleine Gedenktafel ().

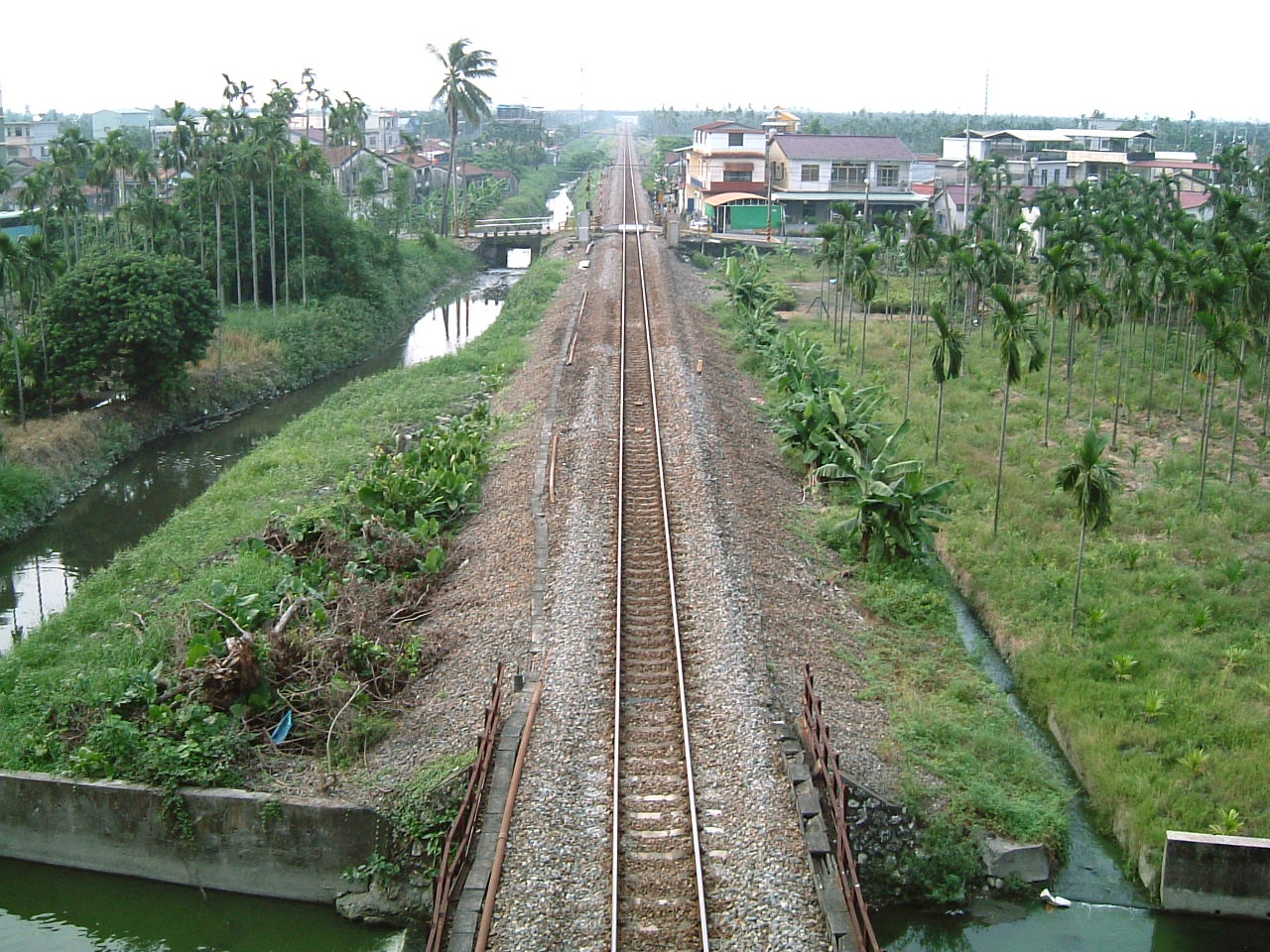
Bahnlinie in Linluo
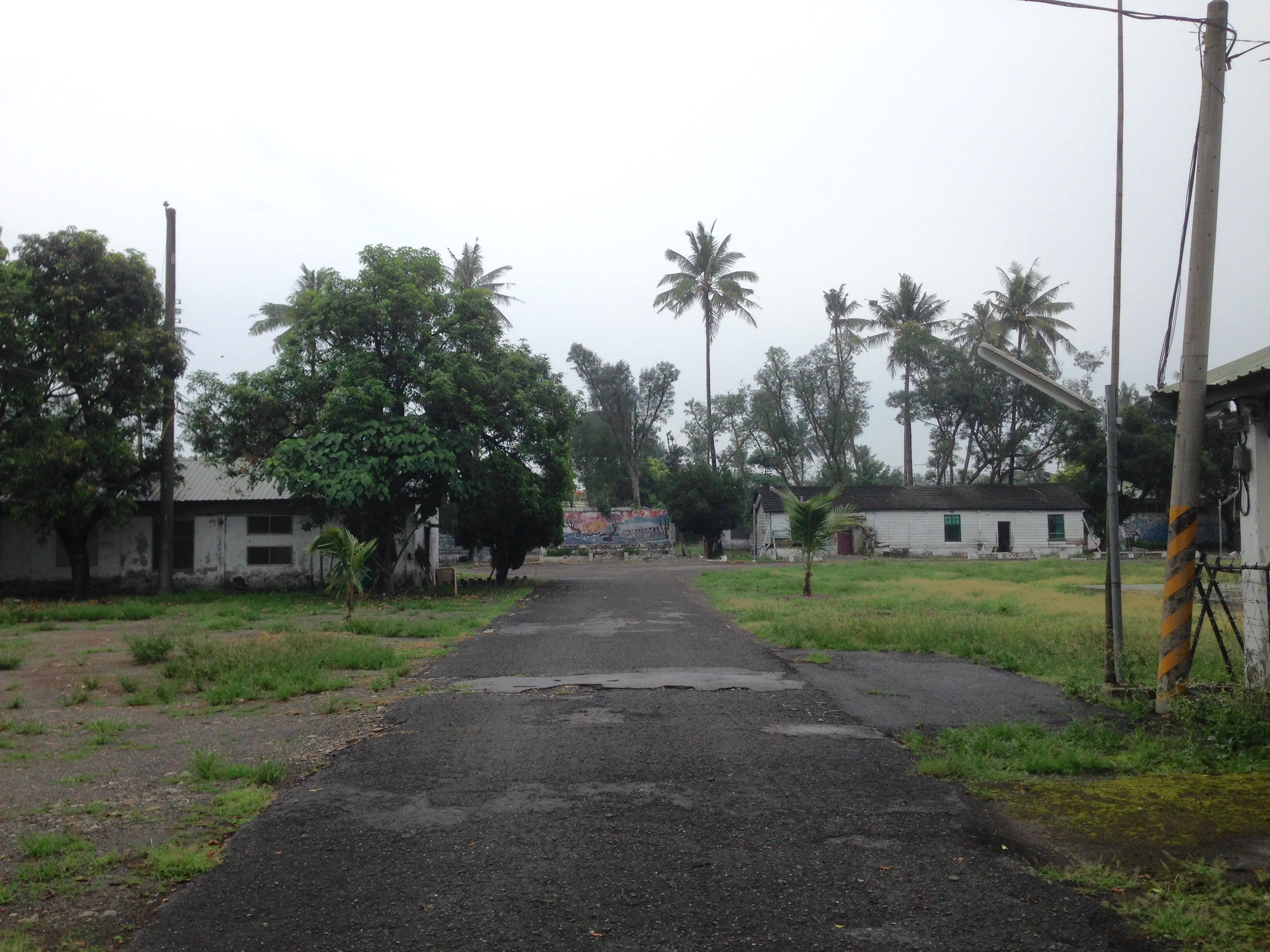
Ehemaliges Kriegsgefangenenlager
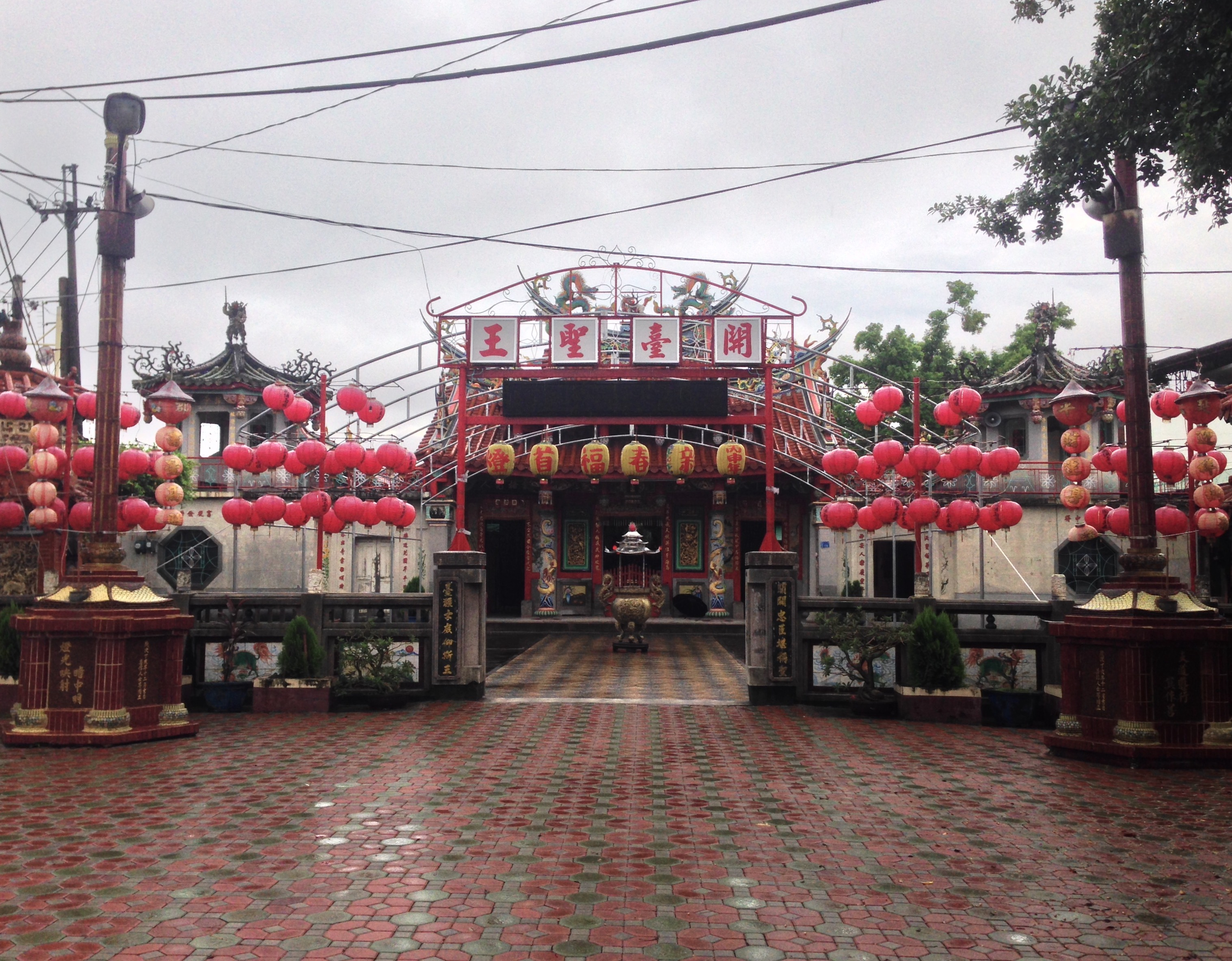
Zheng-Chenggong-Tempel